# AF Elbasani
 (juillet 2025).
Si vous disposez d'ouvrages ou d'articles de référence ou si vous connaissez des sites web de qualité traitant du thème abordé ici, merci de compléter l'article en donnant les références utiles à sa vérifiabilité et en les liant à la section « Notes et références ».
Le AF Elbasani est un club albanais de football basé à Elbasan.

## Historique du club
2021 : Fondation du club par la municipalité.
2024 : 1re participation en Kategoria Superiore.

## Palmarès
- Kategoria e Parë (D2)
- Champion: 2023[1]